# Liste der Monuments historiques in Villey-Saint-Étienne
Die Liste der Monuments historiques in Villey-Saint-Étienne führt die Monuments historiques in der französischen Gemeinde Villey-Saint-Étienne auf.

## Liste der Immobilien
| Bezeichnung   | Beschreibung                 | Standort            | Kennzeichnung | Schutzstatus | Datum | Bild |
| ------------- | ---------------------------- | ------------------- | ------------- | ------------ | ----- | ---- |
| Grosse-Maison | festes Haus, 15. Jahrhundert | 31 rue Neuve (Lage) | PA00106436    | Inscrit      | 1988  |      |

## Liste der Objekte
| Bezeichnung    | Beschreibung                       | Standort                       | Kennzeichnung | Schutzstatus | Datum | Bild |
| -------------- | ---------------------------------- | ------------------------------ | ------------- | ------------ | ----- | ---- |
| Kreuzreliquiar | Kupfer, vergoldet, 16. Jahrhundert | in der Kirche St-Martin (Lage) | PM54000996    | Classé       | 1980  |      |